# Armorines: Project S.W.A.R.M.
Armorines: Project S.W.A.R.M., conocido simplemente como Armorines en Europa, es un videojuego de disparos en primera persona de 1999 desarrollado por Acclaim Studios London y publicado por Acclaim Entertainment, y lanzado para Nintendo 64, Game Boy Color y PlayStation. Se basa en el cómic Armorines de Valiant Comics, que fue propiedad de Acclaim.

## Jugabilidad
Armorines: Project S.W.A.R.M. es un shooter en primera persona con algunos segmentos de on-rail. El juego presenta cinco entornos diferentes que tienen lugar en la tierra y en el espacio y tiene dos personajes para elegir: Tony Lewis y Myra Lane. Cada personaje tiene un arma inicial diferente. Tony usa un arma más lenta pero más fuerte que Myra, mientras que Myra usa un arma similar a una ametralladora más rápida, que causa menos daño. Se pueden recoger armas adicionales a lo largo del juego. Las armas disponibles dependen del personaje que el jugador elija para jugar. Cada personaje cuenta con 3 armas, mientras que hay 5 armas especiales. Cada una de las armas especiales es exclusiva de un entorno específico y se puede encender 3 veces en su respectivo entorno.
Armorines incluye una campaña cooperativa y un modo versus multijugador. El modo versus puede acomodar hasta 4 jugadores, mientras que el modo cooperativo admite 2 jugadores. El modo Versus tiene 4 tipos de juego:
- Deathmatch: Jugable por 2-4 jugadores. El objetivo de este modo de juego es obtener la mayor cantidad de muertes. El juego puede tener una cantidad objetivo de muertes o tener un temporizador establecido.
- Racewars: Jugable por 2-4 jugadores. En este modo de juego, el jugador puede elegir jugar como cualquiera de las especies de insectos alienígenas, cada uno con diferentes atributos y habilidades. El objetivo en este modo de juego es obtener la mayor cantidad de muertes. El juego puede tener una cantidad objetivo de muertes o tener un temporizador establecido.
- Capture The Flag: Este es un juego basado en equipos para 2-4 jugadores. El objetivo es robar la bandera de los otros equipos y devolverla a tu base,
- King Of The Hill: Jugable por 2-4 jugadores. El jugador debe encontrar la zona de puntuación, marcada con una gran bandera, y permanecer dentro de ella para sumar puntos.

## Trama
Un grupo de infantes de marina equipados con armaduras futuristas avanzadas protegen la Tierra de una invasión de seres extraterrestres con forma de araña. Los marines protegen la Tierra matando a las arañas con sus armas. El juego cuenta con 2 protagonistas y personajes jugables, Tony Lewis y Myra Lane. Cada personaje tiene una carga diferente equipada con su traje Armorine. Son Armorines, una fuerza de combate virtualmente indestructible altamente avanzada y altamente clasificada equipada para sobrevivir al poder aterrador de un conflicto nuclear.

## Desarrollo
Armorines fue desarrollado por Acclaim Studios London y utiliza el motor de Turok 2: Seeds of Evil. Al usar un Expansion Pak de Nintendo 64, la versión de Nintendo 64 puede generar gráficos de alta resolución (640x480). También es compatible con el Rumble Pak.

## Recepción
Las versiones para Game Boy Color y Nintendo 64 recibieron críticas mixtas, mientras que la versión para PlayStation recibió críticas desfavorables, según el sitio web de agregación de reseñas GameRankings. Doug Trueman de NextGen dio críticas negativas tanto a la versión de N64 como a la de PlayStation en dos ediciones separadas, llamando primero a la primera como "un gran paso atrás desde Turok 2. Si estás desesperado por matar bichos, compra una lata de Raid" (#62, febrero de 2000); y luego dijo de este último: "Al igual que la trama de tantas películas de terror de ciencia ficción, esta fue una buena idea que salió terriblemente mal" (# 69, septiembre de 2000). En Japón, donde este último fue portado y publicado por Acclaim Japan el 13 de julio de 2000, Famitsu le dio una puntuación de 21 sobre 40.